# Kasteel De Varens
Het Kasteel De Varens is een kasteel in de Oost-Vlaamse plaats Melle, gelegen aan de Varingstraat 23.

## Geschiedenis
Oorspronkelijk was hier een omgrachte boerderij, bekend onder de naam: Goed ter Heiden of te Craeyeneste. Dit was in 1360 eigendom van de Gentse patriciër Willem Bette. Ook in latere documenten was sprake van een pachthoeve. Een document uit 1776 toont aan dat de toenmalige eigenaar, kanunnik Van de Woestijne, een dreef liet aanleggen waaruit bleek dat het toen al een buitenplaats was. Ook op de Ferrariskaarten (1771-1778) werd de buitenplaats aangegeven, en wel als het Blauw Casteelken.
Genoemde kanunnik schonk het buitenverblijf aan de familie De Cock. Het kende daarna diverse eigenaren en in 1900 kwam het in bezit van baron Georges de Saint-Genois des Mottes. Deze liet het kasteel verbouwen en vergroten in neo-empirestijl. In 1910 kwam het aan Guillaume Verplancke de Diepenhede. Ook deze zou het kasteel nog laten wijzigen. Ook het kasteelpark werd, door Albert Dervaes, enigszins gewijzigd.
Het park, wat kleiner dan oorspronkelijk, omvat bijna 7 ha. Er is een koetshuis met paardenstallen van 1901-1902. Uit hetzelfde jaar stamt het speelhuis (een tuinpaviljoen). De ijskelder werd reeds in 1816 aangelegd. In het park bevindt zich een vijver die een driekwart cirkelvorm heeft.
In 1940 werd het park getroffen door bombardementen waarbij de oranjerie werd vernield. Op 4 mei 2025 werd het kasteel zwaar beschadigd bij een uitslaande brand.
1. ↑  NWS, VRT, Felle brand in historische kasteel De Varens in Melle: aanzienlijke schade, oorzaak nog onbekend | VRT NWS: nieuws. VRTNWS (4 mei 2025). Geraadpleegd op 4 mei 2025.